# Jeny Rodríguez
Jeny Rodríguez (ur. 7 sierpnia 1975) – honduraska judoczka. Olimpijka z Atlanty 1996, gdzie zajęła dwudzieste miejsce w wadze lekkiej.

## Letnie Igrzyska Olimpijskie 1996
| Konkurencja | Eliminacje          | Klas. końcowa |
| Konkurencja | Przeciwnik I        | Miejsce       |
| ----------- | ------------------- | ------------- |
| 56 kg       | Maria Pekli (HUN) P | 20.           |